# Casă de locuit (Sadova)
Casă de locuit este o clădire amplasată în Sadova, raionul Călărași, Republica Moldova. Este un monument de arhitectură populară de importanță națională inclus în Registrul monumentelor Republicii Moldova ocrotite de stat cu nr. 219 (raionul Călărași). Datează din 1930.